# 皇甫棱
皇甫棱，別名皇甫稜，安定郡朝那县（现宁夏固原市彭阳县）人。汉朝军事将领。

## 生平
曾任度遼將軍。永元五年（93年）南匈奴第三十任单于休兰尸逐侯鞮单于逝世，由其弟安国继任。而䤈僮尸逐侯鞮单于之子师子接任左贤王。师子与安国素有不和，安国计划暗杀师子。因此师子每次龙庭大会都称病不去。皇甫棱暗中保护师子，因此得罪安国。永元六年，皇甫稜被免职，东汉政府任命金吾卫指挥使朱徽代理度辽将军。
有子皇甫旗（六子）、孫皇甫規、曾孙皇甫嵩。

## 相关
- 安定皇甫氏